# Wełbyżd Kiustendił
FK Wełbyżd Kiustendił (bułg. Футболен клуб Велбъжд 1919) – bułgarski klub piłkarski z siedzibą w Kiustendiłu na zachodzie kraju.

## Historia
Chronologia nazw:
- 1919: Wełbyżd Kiustendił (bułg. "Велбъжд" Кюстендил)
- 1920: Mocion Kiustendił (bułg. "Моцион" Кюстендил)
- 1928: Borisław Kiustendił (bułg. "Борислав" Кюстендил)
- 1940: Pautalia Kiustendił (bułg. "Пауталия" Кюстендил)
- 1945: Czerweno Zname Kiustendił (bułg. "Червено знаме" Кюстендил)
- 1956: FD Lewski Kiustendił (bułg. ФД "Левски" Кюстендил)
- 1970: FK Wełbyżd Kiustendił (bułg. ФК "Велбъжд" Кюстендил) – po fuzji z Minior Kiustendił
- 1994: FK Lewski Kiustendił (bułg. ФК "Левски" Кюстендил)
- 1999: PFK Wełbyżd Kiustendił (bułg. ПФК "Велбъжд" Кюстендил)
- 2001: klub rozwiązano – po fuzji z Łokomotiwem Płowdiw
- 2005: FK Wełbyżd 1919 Kiustendił (bułg. ФК "Велбъжд" 1919 Кюстендил)

Klub Wełbyżd został założony w 1919 roku w Kiustendiłu. W następnym roku zmienił nazwę na Mocion, a w 1928 na Borisław. Podczas II wojny światowej nazywał się Pautalia. Po przyjściu do władzy komunistów przyjął nazwę Czerweno Zname. Od 1944 rozpoczęła się seria reform ruchu sportowego w kraju. Pod koniec 1949 w mieście istniały różne dobrowolne organizacje sportowe - Stroitel, Czerwone Zname, Dinamo, Spartak i inne, które podporządkowane były odpowiednim związkom branżowym. W roku 1956 stowarzyszenia sportowe z miasta połączono w Dobrowolne Towarzystwo Sportowe Lewski. Następnie przez krótki czas towarzystwo nazywało się Osogowo i Osogowec.
W sezonie 1932/33 i 1933/34 klub dotarł do ćwierćfinału Państwowych Mistrzostw Bułgarii, które rozgrywane były systemem pucharowym. Dopiero od sezonu 1948/49 rozgrywki reorganizowane w ligowe i utworzona Republikańska Futbolowa Dywizja, do której klub z Kiustendiłu nie zakwalifikował się. W 1950 organizowana Grupa "B" Mistrzostw Bułgarii (II poziom rozgrywek). W sezonie 1953 klub zdobył historyczny awans do Grupy "A". Debiutowy sezon 1954 zespół zakończył na 12 miejscu i nie utrzymał się w pierwszej lidze. 
W 1970 po fuzji z klubem Minior Kiustendił zmienił nazwę na Wełbyżd.
W sezonie 1994/95 powrócił do nazwy Lewski i zdobył po raz drugi awans do Grupy "A". W 1999 przywrócił historyczna nazwę Wełbyżd. W 1999, 2000, 2001 klub zdobywał brązowe medale mistrzostw Bułgarii. Ale po tych sukcesach przed rozpoczęciem sezonu 2001/02 klub przeniósł się do Płowdiwa i połączył się z drugoligowym  Łokomotiwem Płowdiw tworząc Łokomotiw 1936 Płowdiw.
W 2005 w Kiustendiłu klub został odrodzony i po fuzji z Stefaneł Dupnica startował w południowo-zachodniej Grupie "W" jako Wełbyżd.

## Sukcesy

### Trofea międzynarodowe
| \| \| Zdobyte trofea w rozgrywkach międzynarodowych (stan na: 31-05-2014) \| |                                                                     |      |          |
| Rozgrywki                                                                    | Osiągnięcie                                                         | Razy | Sezon(y) |
| · Liga Mistrzów · (Puchar Europy)                                            | zdobywca                                                            | 0    |          |
| · Liga Mistrzów · (Puchar Europy)                                            | finalista                                                           | 0    |          |
| · Liga Europy · (Puchar UEFA)                                                | zdobywca                                                            | 0    |          |
| · Liga Europy · (Puchar UEFA)                                                | finalista                                                           | 0    |          |
| · Puchar Zdobywców                                                           | zdobywca                                                            | 0    |          |
| · Puchar Zdobywców                                                           | finalista                                                           | 0    |          |
| · Puchar Intertoto                                                           | zdobywca                                                            | 0    |          |
| · Puchar Intertoto                                                           | finalista                                                           | 0    |          |
| · Puchar Intertoto                                                           | 1/8 finału                                                          | 1    | 2000     |
| FIFA                                                                         | Zdobyte trofea w rozgrywkach międzynarodowych (stan na: 31-05-2014) |      |          |

### Trofea krajowe
| \| \| Zdobyte trofea w rozgrywkach Bułgarii (stan na: 31-05-2014) \| |                                                             |      |                  |
| Rozgrywki                                                            | Osiągnięcie                                                 | Razy | Sezon(y)         |
| · Mistrzostwo                                                        | I miejsce                                                   | 0    |                  |
| · Mistrzostwo                                                        | II miejsce                                                  | 0    |                  |
| · Mistrzostwo                                                        | III miejsce                                                 | 3    | 1999, 2000, 2001 |
| Puchar                                                               | zdobywca                                                    | 0    |                  |
| Puchar                                                               | finalista                                                   | 1    | 2001             |
| Bułgaria                                                             | Zdobyte trofea w rozgrywkach Bułgarii (stan na: 31-05-2014) |      |                  |

## Stadion
Klub rozgrywa swoje mecze domowe na stadionie Osogowo w Kiustendiłu, który może pomieścić 15,000 widzów.

## Europejskie puchary
Legenda do wszystkich tabel:
- Q – runda eliminacyjna, 1/16, 1/8, 1/4, 1/2 – odpowiednia faza rozgrywek, Grupa – runda grupowa, 1r gr – pierwsza runda grupowa, 2r gr – druga runda grupowa, F – finał, R – runda, PO – play-off
- k. – rzuty karne, los. – losowanie, Dogr. – dogrywka, w. – zasada bramek strzelonych na wyjeździe

| Sezon | Rozgrywki        | Runda | Klub                      | Dom | Wyjazd | Ogólnie |
| ----- | ---------------- | ----- | ------------------------- | --- | ------ | ------- |
| 2000  | Puchar Intertoto | 1R    | University College Dublin | 0–0 | 3–3    | 3–3, w. |
| 2000  | Puchar Intertoto | 2R    | Sigma Ołomuniec           | 2–0 | 0–8    | 2–8     |